# حمله به شمال غربی سوریه (دسامبر ۲۰۱۹–مارس ۲۰۲۰)
تهاجم به شمال غرب سوریه موسوم به سحر ادلب ۲ یک عملیات نظامی نیروهای مسلح سوریه، روسیه، ایران، حزب‌الله لبنان و دیگر شبه نظامیان متحد علیه شورشیان سوری از جمله ارتش ملی سوریه، سازمان آزاد سازی سوریه، اتاق عملیات حرض المؤمنین، حزب اسلامی ترکستان و چند گروه شورشی سلفی و جهادی در جریان جنگ داخلی سوریه بود. این حمله در تاریخ ۱ دسامبر ۲۰۱۹ آغاز شد و شاهد برخورد نیروهای دولتی طرفدار روسیه با گروه‌های مخالف تحت حمایت ترکیه بود علاوه بر آن ۹۸۰٬۰۰۰ غیرنظامی آواره شدند.
تا فوریه ۲۰۲۰، نیروهای ارتش سوریه چندین ایست بازرسی ترکیه که در ادلب ایجاد شده بود را محاصره کرده بودند. در ۲۷ فوریه ۲۰۲۰، پس از درگیری‌های مرگبار متناوب بین نیروهای ترکیه و سوریه، ترکیه مداخله نظامی خود را رسمی کرد و آغاز عملیات سپر بهار را اعلام کرد که هدف از این عملیات این بود که نیروهای دولتی سوریه را به خط مقدم پیش از حمله هدایت کند.
در ۵ مارس ۲۰۲۰، رجب طیب اردوغان رئیس‌جمهور ترکیه و ولادیمیر پوتین رئیس‌جمهور روسیه با یکدیگر دیدار کردند. آن‌ها در ۶ مارس بر سر آتش‌بس توافق کردند که یک کریدور امن ۶ کیلومتری را در امتداد بزرگراه M4 ایجاد کنند. گشت زنی مشترک ترکیه و روسیه در امتداد بزرگراه M4 از ۱۵ مارس شروع شد.

## پیش‌زمینه
پس از پیروزی‌های دولت سوریه در سال ۲۰۱۸ در طی محاصره غوطه شرقی، تهاجم جنوب دمشق و تخلیه شرق قلمون از شورشیان، ادلب و حلب در شمال غربی سوریه به آخرین منطقه تحت کنترل اپوزیسیون سوریه تبدیل شدند. در شمال غرب سوریه، ارتش آزاد سوریه (تحت حمایت ترکیه) وابسته به دولت انتقالی سوریه (متمرکز در حلب) با ۲۰٬۰۰۰ جنگجو، هیئت تحریر شام (متمرکز در ادلب) برای مقابله با دولت و متحدانش مستقرند. علاوه بر آن در منطقه شمال غرب سوریه، سه میلیون غیرنظامی نیز زندگی می‌کنند.
ماه‌ها قبل از حمله، دولت سوریه طی حمله‌ای، از آوریل تا اوت ۲۰۱۹ بخش‌هایی از استان حما و بخش‌های از جنوب استان ادلب که تحت کنترل مخالفان دولت بود را به کنترل خود درآورد.
تهاجم به شمال غرب سوریه از دسامبر ۲۰۱۹ آغاز شد. این حمله با هدف، پس گرفتن بزرگراه‌های استراتژیک M4 و M5 و همچنین حذف نهایی کنترل شورشیان بر خاک سوریه انجام شد.

## مقدمه
در ۲۴ نوامبر ۲۰۱۹، نیروهای ارتش سوریه که از حملات هوایی روسیه برخوردار بودند، وارد روستاهای ام‌الخالیایل، زورزر، الساییر و مشیرفه شدند که در جریان درگیریها، ده‌ها تن از هر دو طرف کشته شدند. روز بعد، حمله دوم توسط نیروهای دولتی برای هدف قرار دادن روستای ال فارجه انجام شد که رسانه‌های دولتی سوریه گزارش داده بودند که روستا توسط تحریر الشام کنترل می‌شود.
در ۲۶ نوامبر ۲۰۱۹، رسانه‌های نزدیک به مخالفان گزارش دادند که «اتاق عملیات فتح المبین» تلاش نیروهای دولتی برای پیشروی در روستای ساحل در حومه جنوب شرقی ادلب را دفع کردند.
در ۲۸ نوامبر ۲۰۱۹، هیئت تحریر شام اعلام کرد که حمله مشترک نیروهای ایرانی و سوری به کبانه در شمال شرقی لاذقیه، پس از چند ساعت درگیری را دفع کرده‌است. براساس گزارش منابع اپوزیسیون، هواپیماهای جنگی روسیه نیز در طی این درگیری مشاهده شده‌اند.
براساس گفته منابع نزدیک به دولت سوریه، در ۳۰ نوامبر ۲۰۱۹، تحریر الشام و دیگر گروه‌های شورشی چندین روستا را در نزدیکی پایگاه هوایی ابوظهور تصرف کرده‌اند.
در ۱ دسامبر ۲۰۱۹، به گفته منابع دولتی، ارتش ملی سوریه و چند گروه شورشی دیگر به روستاهای تحت کنترل ارتش سوریه حمله کردند در جریان این حمله، دو تانک و پنج وسیله نقلیه حمل و نقل در نزدیکی شهر کفریا منهدم شدند. اما نهایتاً، تهاجم مشترک شورشیان دفع شد.
در ۴ دسامبر ۲۰۱۹، با تداوم درگیری‌ها، ارتش سوریه یک پایگاه نظامی را در شرق روستای ام‌الطینا تصرف کرد.
در ۹ دسامبر ۲۰۱۹، منابع نزدیک به دولت گزارش دادند که ارتش سوریه مناطق تحت کنترل شورشیان در حومه جنوبی ادلب و بخش‌هایی از حومه‌های شهر حلب را بمباران کرده‌است.

## تهاجم
تهاجم هوایی ارتش سوریه به شمال غرب سوریه از ۱۵ دسامبر ۲۰۱۹ آغاز شد. طبق گزارش نیروهای اطلاعاتی روسیه، در ۱۷ دسامبر ۲۰۱۹، ۳۰۰ جنگجو ارتش ملی سوریه تحت حمایت ترکیه از عفرین برای جنگ دوباره به ادلب آمدند.
به دنبال تهاجم هوایی ارتش سوریه، چهاردهمین مذاکرات در نور سلطان قزاقستان، چند روز قبل از توافق نهایی به پایان رسید چون مخالفان از پذیرش شرایط جدید روسیه در رابطه با کنترل ادلب خودداری کردند. تهاجم زمینی ارتش سوریه در ۱۸ دسامبر ۲۰۱۹ از سر گرفته شد. پس از آن، تحریر الشام و چند گروه سلفی دیگر، به طور مشترک، به نیروهای ارتش سوریه در جبهه‌های ام‌الخلاخیل و زرزور حمله کردند. ارتش سوریه اعلام کرد که همه حملات را دفع کرده و ۱۲ تن از نیروهای ارتش زخمی و در بیمارستان بستری شده‌اند. در پایان ماه دسامبر ۲۰۱۹، صدها مبارز ارتش ملی سوریه در نتیجه توافق با تحریر الشام به ادلب انتقال داده شدند.